# Parted Magic
Parted Magic — коммерческий дистрибутив Linux с управлением дисковыми разделами и инструментами для восстановления данных, доступный как загрузочный диск на базе Linux. Название дистрибутива образовано из имён программных пакетов GNU Parted и PartitionMagic.

## Возможности
Дистрибутив напрямую загружается с компакт-диска, USB-накопителя, или через сеть с использованием PXE на ПК, а также не требует установки или наличия установленной операционной системы. 
Несмотря на то, что Parted Magic изначально предназначен для механических жёстких дисков, он подходит для использования с SSD, и может работать с ATA Secure Erase.
Parted Magic поддерживает чтение и запись в различные современные файловые системы, включая ext3, ext4, FAT, exFAT и NTFS, и, таким образом, может обращаться к дискам, отформатированным для использования в системах Microsoft Windows и Linux.
Распространение программного обеспечения включает в себя сетевую поддержку, и поставляется с веб-браузером Firefox.

## Системные требования
Начиная с версии 11.11.11, Parted Magic поддерживает процессоры Intel x86, и x86-64, изначально требуя компьютера с процессором Intel i586, совместимым с Intel, и 175 МБ ОЗУ. x86-версии с 2013_09_26 не требуют функции в процессоре расширения физического адреса (PAE).

## Доступность
До версии 2013.08.01 дистрибутив был свободно доступнен для загрузки с официального сайта, и страницы проекта на SourceForge. Разработчик дистрибутива перешёл к бизнес-модели «оплата за скачивание», чтобы компенсировать затраты, связанные с разработкой дистрибутива.